# Joseph Récamier
Pour les articles homonymes, voir Récamier.

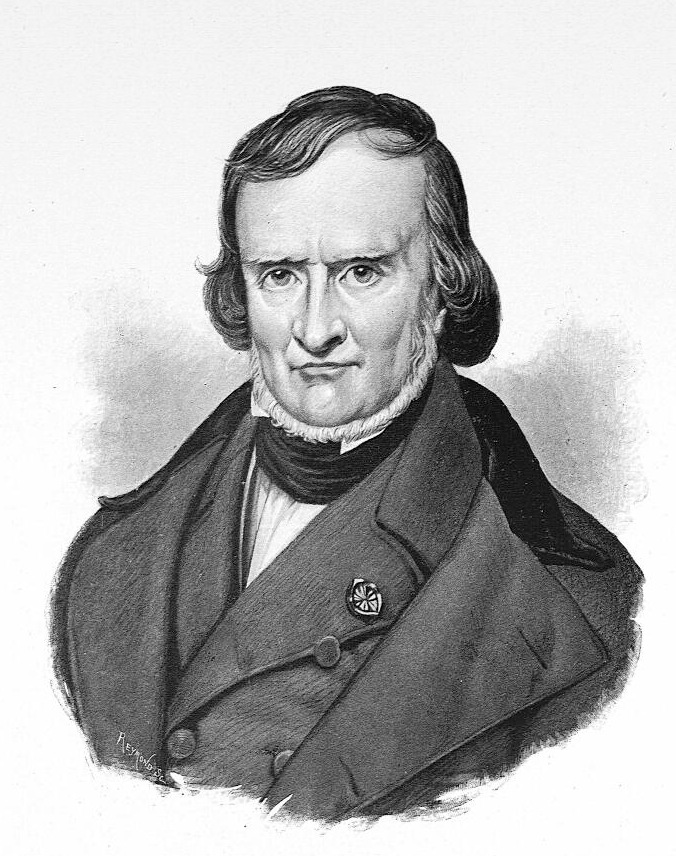
Joseph Récamier.

Joseph, Claude, Anthelme Récamier (1774-1852) est un chirurgien français, professeur au Collège de France, créateur de la gynécologie médicale et chirurgicale moderne.

## Biographie
Joseph Récamier naquit, le 6 novembre 1774, à Cressin-Rochefort dans le Bugey, région du sud-est du département de l’Ain, où son père était notaire royal ; son cousin, Jean Anthelme Brillat-Savarin, auteur de l'ouvrage Physiologie du goût, fut son parrain. La famille Récamier faisait partie de la bourgeoisie et plusieurs de ses membres furent magistrats, notaires, médecins dont Anthelme Récamier (1745-1791), chirurgien à Belley, tout comme son père et son grand-père. Par ailleurs, Jacques-Rose Récamier (1751-1830) qui épousa en 1793 Jeanne Françoise Julie Adélaïde Bernard dite Juliette, la très célèbre Juliette Récamier (1777-1849), descend de la même lignée.
À l'âge de 8 ans, Joseph Récamier fut confié à son oncle Jean-Claude Récamier, curé de Villebois qui lui enseigna le latin et lui donna une éducation rigoureuse en rapport avec ses origines familiales. Il termina ses humanités au collège de Belley, où il fut le condisciple d'Anthelme Richerand avant d’entrer en 1791 dans un cabinet de procureur, où il devait s’initier au Droit, dans la perspective de prendre la succession de son père. Il n’y resta que peu de temps et avec l’accord paternel, il s’orienta vers la médecine : il entra à l’hôpital de Belley dans le service de son cousin et homonyme, le docteur Anthelme Récamier, qui dirigeait le service de chirurgie ; il s’initia rapidement aux données de l’anatomie et il se fit remarquer pour son application. Il reçut également les enseignements des docteurs Gonet et Tenant.
En 1793, Récamier fut réquisitionné comme chirurgien auxiliaire de troisième classe dans le Service de Santé de l'armée des Alpes et envoyé en mission à Lyon pour prendre en charge les blessés du soulèvement de Lyon contre la Convention nationale ; à l’issue de ces événements, il fut envoyé à l’hôpital de Bourg-en-Bresse et c’est là qu’il rencontra Marie François Xavier Bichat avec qui il se lia d’amitié et les deux étudiants étudièrent l’anatomie ensemble pendant quelques mois. À la suite d'une nouvelle réquisition, il demanda à être affecté dans l’Armée de Mer et envoyé à Toulon.
Il embarqua aussitôt sur la corvette Labrune puis sur un vaisseau de quatre-vingt canons le « Ca-Ira » (anciennement La Couronne) : nommé aide-major, il fut désigné pour occuper le poste de second chirurgien puis premier-aide major. En mars 1795, la flotte française fut impliquée dans la bataille de Gênes : après un combat héroïque, le « Ca-Ira » fut capturé par les Anglais et son équipage interné en Corse, à Saint-Florent. Récamier y soigna non seulement ses compagnons d’infortune mais aussi la population de l’île, qui lui fit des propositions pour qu’il s’y installe définitivement. Finalement, il fut échangé contre un chirurgien–major britannique et il put regagner Toulon en octobre 1795.
Cette période fut, pour Joseph Récamier, particulièrement éprouvante et, dans les lettres qu’il écrivit à son père, il se plaindra plusieurs fois d’avoir faim et d’être dans le dénuement le plus complet ; malgré ces privations, il poursuivit avec détermination l’approfondissement de ses connaissances et il participa au concours pour une place d’élève à l’Hôtel-Dieu de Lyon, en juin 1796 : il avait pu se libérer des contraintes militaires, grâce à l’intervention de Dominique Larrey.
Mais Récamier avait de plus vastes projets: en septembre 1797, il se rendit à Paris pour postuler à l’École de Santé nouvellement créée ; il se fit rapidement remarquer par son application mais aussi par son expérience et il fut admis dans l’intimité de Corvisart, de Philippe Pinel  et d’Alexis Boyer ; il se présenta et fut admis, peu après, aux concours d’entrée de l’École pratique et, en décembre 1799, il obtint le Grand prix de l’École. Il soutint sa thèse le 18 frimaire de l’an VIII (9 décembre 1799) avec pour sujet « Essai sur les hémorroïdes ».
Son mérite était déjà si bien reconnu qu'il fut presque aussitôt désigné comme médecin suppléant de l’Hôtel-Dieu de Paris, puis, le 19 octobre 1803, il remplaça Joseph Bourdier avant de devenir, le 8 décembre 1806, médecin chef, fonction qu'il assurera pendant quarante années.
Chargé d’un service important, il défendit l’école anatomo-pathologique de Théophile Laennec contre la doctrine physiologique de François Broussais. Il se fit surtout remarquer par des décisions thérapeutiques hardies qui surprirent ses contemporains, telle sa méthode de réfrigération dans les fièvres ou l’usage de préparation d’antimoine dans le traitement des pneumonies ; de même, son enseignement désarçonna ses collègues tout autant que ses élèves : « ses leçons étaient une suite d’improvisations sur toutes sortes de sujets : à plusieurs reprises, on a essayé de rédiger les leçons de Récamier, de leur donner quelque chose de fixe et de durable, c’était tenter l’impossible ; ses admirateurs les plus dévoués, ses interprètes les plus fidèles, n’ont rien pu reproduire de ses brillantes allocutions » écrivait Fr. Dubois dans l’éloge de Récamier à l’Académie de médecine.
La chaire du Collège de France qu’occupait Laënnec étant devenue vacante à la suite de son décès en août 1826, Récamier posa sa candidature : postulaient également à ce poste François Magendie présenté par l’Institut de France et Etienne Pariset soutenu par la Cour de France, Récamier était défendu par l’Académie et la Faculté de Médecine. Une violente campagne fut menée dans la presse à propos de ces candidatures : on reprocha à Récamier de ne briguer ce poste que pour les avantages financiers qui y étaient attaché et la Cour s’en mêla, d’autant que Joseph Récamier avait refusé le poste de médecin de Louis XVIII et décliné le titre de baron. Récamier fut nommé mais les polémiques continuèrent dans la presse et l’agitation gagna les milieux universitaires de sorte que ses premiers cours furent troublés par des manifestations de désapprobation : même si ces désordres furent de courte durée, Récamier en fut profondément affecté.
À la suite de la révolution de 1830 et des événements qui suivirent, les professeurs d’universités se virent dans l’obligation de prêter serment et la faculté fut réunie en séance extraordinaire, le 30 septembre 1830 pour satisfaire à ce devoir : Récamier ne se déplaça pas et il notifia son refus au doyen : « Soumis aux lois de mon pays, je ne dois compte de ce refus qu’à ma conscience et à ma famille et je préfère la cessation de mes fonctions à la prestation d’un serment dont la demande est arbitraire [...] et qui d'ailleurs, ne convient pas plus à l'indépendance de la République des lettres qu'à celle de mon caractère » : il fut révoqué.
Il avait épousé, en 1803, Marguerite Jeanne de Poillevé de la Guérinais, veuve d’un conseiller juge du Présidial de Rennes ; son épouse étant décédée en 1819, il se remaria, le 1er août 1822, à Claire Pauline Boistard qui avait une très mauvaise santé. La liberté que lui donna sa révocation de 1830, lui permit alors de se retirer en Suisse, dans les environs de Fribourg, où il avait acquis une propriété, pour tenter d’améliorer la santé de son épouse qui était gravement atteinte : elle décéda peu après (le 22 septembre 1830) et Récamier revint à Paris, où il reprit ses activités (fondation avec Cayol de la "Revue Médicale", guérisons inespérées au moment de l'épidémie de choléra de 1832) et se consacra à sa clientèle. Marié en troisièmes noces (le 27 mai 1833) à Jeanne-Adélaïde Titon, veuve du comte Alexandre Roger de Villers, il en eut deux enfants : Etienne Louis Marie né en 1834 et Maximilien, né en 1835 qui deviendra Général de Brigade. En 1837, il reprit, sous la forme de cours libres, ses leçons cliniques à l’Hôtel-Dieu qu'il n'abandonna qu'en 1846, atteint par la limite d'âge de 72 ans. Il conserva néanmoins toute son activité professionnelle, donnant la préférence aux personnes pauvres. Il fut promu officier de la Légion d'honneur en 1850.
Le 3 août 1843, il est invité avec 4 autres médecins par le père Charles-François Langlois, supérieur des Missions étrangères de Paris à reconnaître officiellement les reliques du martyr Pierre Dumoulin-Borie, rapportées de Corée après son exécution. C'est ainsi qu'est commencée la salle des Martyrs, qui deviendra un lieu de dévotion et de prière pour les jeunes missionnaires, morts en mission.
Il décéda subitement le 28 juin 1852 à son domicile parisien de la rue du Regard, no 1: il avait 78 ans ; ses obsèques eurent lieu le 1er juillet en l’église Saint-Sulpice et il fut inhumé au cimetière du Sud (Cimetière du Montparnasse) ; l’éloge funèbre, au nom de la Faculté de Médecine, fut prononcé par Armand Trousseau, par Camille Gibert au nom de l’Académie de Médecine et par Paul Caffe au nom de la Société Médicale d’Emulation, dont Récamier avait été secrétaire.

## Publications et œuvre scientifique
Joseph Récamier est considéré comme l’un des pionniers de la gynécologie médicale et chirurgicale, au point, que le professeur Daniel Dargent créa, en 1980, le « Cercle Récamier » avec pour objectif de faire connaître de nouvelles techniques dans le domaine de la chirurgie vaginale; c’est en effet, en 1829, que Récamier réalisa la première hystérectomie par voie vaginale, en France pour une tumeur du col utérin. En 1829, il publie un ouvrage sur le traitement du cancer par la compression méthodique dans lequel apparaît, la définition moderne du mot « métastases ».
Récamier est l’inventeur de deux modèles de spéculum qu’il utilise, dès 1801, dans le cadre des examens gynécologiques mais aussi du principe du curetage utérin et en 1843, il mit au point différents modèles de curettes.
En 1832, parait une publication, en deux volumes, sur le traitement du choléra morbus.

## Distinctions
- 1823 : chevalier de la Légion d'honneur[16]
- 1850 : officier de la Légion d'honneur[17]